# Coppa dei Campioni 1962-1963 (pallamano maschile)
La Coppa dei Campioni 1962-1963 è stata la 5ª edizione della massima competizione europea di pallamano riservata alle squadre di club. Il torneo ha avuto inizio il 4 novembre 1962 e si è concluso il 6 aprile 1963. Il titolo è stato conquistato dai cecoslovacchi del Dukla Praga per la prima volta nella loro storia sconfiggendo in finale i rumeni della Dinamo Bucarest.

## Risultati

### Primo turno
| Squadra 1          | Risultato           | Squadra 2          |
| ------------------ | ------------------- | ------------------ |
| Atlético Madrid    | 13 - 6              | Benfica            |
| Kiel               | 19 - 11             | Śląsk Wrocław      |
| Operatie '55       | 7 - 12              | GC Amicitia Zurigo |
| Royal Olympic Club | 17 - 11             | Dudelange          |
| Skovbakken         | 24 - 24 (28-27 dcr) | Fram               |
| Spartacus Budapest | 25 - 14             | Atzgersdorf        |

### Ottavi di finale
| Squadra 1             | Risultato | Squadra 2           |
| --------------------- | --------- | ------------------- |
| Arsenal Helsinki      | 20 - 27   | Heim                |
| Dinamo Bucarest       | 24 - 11   | Spartacus Budapest  |
| Dukla Praga           | 18 - 12   | Kiel                |
| Fredensborg           | 9 - 10    | Skovbakken          |
| Frisch Auf Göppingen  | 40 - 14   | Royal Olympic Club  |
| GC Amicitia Zurigo    | 15 - 26   | RK Zagabria         |
| Lipsia                | 25 - 17   | Burevestnik Tbilisi |
| Paris Université Club | 11 - 18   | Atlético Madrid     |

### Quarti di finale
| Squadra 1            | Totale  | Squadra 2       | Andata  | Ritorno |
| -------------------- | ------- | --------------- | ------- | ------- |
| Dinamo Bucarest      | 31 - 16 | RK Zagabria     | 22 - 8  | 9 - 8   |
| Frisch Auf Göppingen | 28 - 22 | Atlético Madrid | 19 - 10 | 9 - 12  |
| Heim                 | 33 - 38 | Skovbakken      | 19 - 17 | 14 - 21 |
| Lipsia               | 25 - 30 | Dukla Praga     | 14 - 9  | 11 - 21 |

### Semifinali
| Squadra 1            | Totale  | Squadra 2       | Andata  | Ritorno |
| -------------------- | ------- | --------------- | ------- | ------- |
| Frisch Auf Göppingen | 21 - 33 | Dukla Praga     | 7 - 9   | 14 - 24 |
| Skovbakken           | 22 - 28 | Dinamo Bucarest | 12 - 14 | 10 - 14 |

### Finale
| Parigi 6 aprile 1963 | Dinamo Bucarest | 13 – 15 (d.t.s.) | Dukla Praga |  |